# 戦国武将列伝 爆風童子ヒッサツマン
戦国武将列伝 爆風童子ヒッサツマン（せんごくぶしょうれつでん ばくふうどうじヒッサツマン）とは、1990年6月22日に発売されたOVA作品。全3巻。タイムボカンシリーズのスタッフ、キャストが多く関わっており、また、ストーリー展開などにも類似点が見られるため、同シリーズ、またタツノコプロの作品と混同されるケースが多々ある。

## ストーリー
21世紀からタイムドンブリーで間違って戦国時代に来てしまった平賀玄米とナゴヤ兵衛は、歴史を顧みず御国鳥を捕まえようとするビージョ、ブージョ、パージョのアクダマ3姉妹を阻止するため、ヒッサツマンとなって戦う。

## 登場人物
平賀玄米（ヒッサツマン）：草尾毅
本作の主人公。普段は穏やかな性格。鍛冶場の馬鹿力マシーンでヒッサツマンに変身する。
ナゴヤ兵衛：千葉繁
玄米の相棒。水色と白をベースにした天守閣の形をしたロボットで頭には時々、感情を表現するシャチホコが付いている。喋ると両目の横にある黒い溝がピンク色に点滅し、キャタピラで移動するが人間のように歩く事もできる。アクダマ3姉妹との戦いでは主に玉虫ロボの操縦を担う。ロボットなのに焼き鳥等を食べる事が出来る。見た目と違い頑丈らしく戦場で矢が貫通しても特に問題ない。
アクダマ3姉妹
ビージョ：小原乃梨子
3姉妹の長女、金色のロングヘアーで赤と黒を基調としたボンデージ風のコスチュームをしている。アイマスクは黒。ブージョとの喧嘩が絶えない。着用しているブラのサイズはDであることを着替えの際に語っている。アクダマ三姉妹の中では思いがけず衣服を破壊されることが特に多く、OPではヒッサツマンとの一騎打ちで乳房を完全に丸出しにされバストトップを披露させられている。
ブージョ：TARAKO
3姉妹の二女、薄紫色の髪を中華風のお団子のようにまとめている。あんこ型の体型で橙色と白を基調としたくの一風のコスチュームをしている。アイマスクは黄緑。語尾に「～ブー」を付けて喋り、御国鳥探知機といったメカニックとしての一面を見せる。ビージョとの喧嘩が絶えない。ビージョとバージョと体型があまりにも違うことから母親が何かしたのではと割と本気で疑われている。ビージョやバージョと同じく衣服が破壊され乳房を完全に丸出しにされることはあっても、バストトップについては彼女のみ披露していない。
パージョ：水谷優子
3姉妹の三女、ライトグリーン色の髪で、宝石の付いたヘアバンドで頭頂部に巨大な団子のようにまとめている。ピンク色のタイトワンピース風のコスチュームをしている。アイマスクは赤。主にタイムマシンのサブパイロットになる。また、怒ると非常に怖い為、ビージョとブージョは怒った彼女に反発する事が出来ない。ビージョとバージョの喧嘩の仲裁をはじめ他人に巻き込まれる形で乳首を披露することが多い。ところどころで他人に体を見せたいと思わせる言動があり、EDでは滝にて裸体を見せつけるような姿で水浴びをしている様子がうかがえる。男性と知り合う機会が少ないため着替えるところを見られてでも知り合う機会がほしいらしい。
パック
3姉妹が飼っている、ピンクと黒の体毛を持った豚の顔をしたパンダ。鳴き声は「ブヒ、ブヒ」と豚に近い鳴き声をする。餌はリンゴ。
ナレーション/レポーター：富山敬
戦の状況を、戦国時代には存在していないはずのテレビカメラ（木製）と大型マイク（大根と木の枝をくっつけたもの）を使用してリアルタイムで実況で送る。
石田三成：中尾隆聖
第1話で登場した戦国武将。アクダマ3姉妹の色仕掛けに引っかかり、3姉妹に協力関係となり、関ヶ原の戦いでは3姉妹と共にメカに乗り家康軍を蹂躙した。
徳川家康：鈴木清信
第1話で登場した戦国武将。石田三成が一人で戦場に現れたことで兵を集められなかったと判断していたが、アクダマ3姉妹という予想外の戦力に圧倒されてしまう。
織田信長：玄田哲章
第2話で登場した戦国武将。本能寺の変で死亡する直前、たまたま玄米とナゴヤ兵衛のタイムマシンに乗り込んだ事で生存する。実際の歴史の風貌とは正反対に、天下取りよりも娘のしんこ姫の命を優先して考えるという、穏やかで家族思いな性格になっている。玄米にしんこ姫を嫁にもらってほしいと頼み込んだ。
明智光秀： 梅津秀行
第2話で本能寺の変を起こした戦国武将。アクダマ3姉妹の色仕掛けに引っかかり、3姉妹に協力関係となり、山崎の戦いでは3姉妹のカマキリメカで秀吉軍の軍勢を敗走させた。3姉妹がヒッサツマンに敗れた後、切腹で自害しようとするも、「命を粗末にするな」と言う信長によって止められ、天下取りよりも娘の命が大事であるという信長の器の大きさを改めてしったことで改心、信長の配下に戻る決意した。
羽柴秀吉：津久井教生
第2話で登場した、史実では後の豊臣秀吉になる信長配下の武将。本能寺の変の知らせを聞き、中国地方の遠征から取って返し、3万5000の軍勢を率いて山崎にて光秀の首を取り、信長の仇を討とうとした。しかし、光秀がアクダマ3姉妹のカマキリメカと共に現れた事で戦意を喪失、配下の兵士たちと共に慌てふためきながら逃げていくという、かませ犬となってしまった。
信子姫： 安永沙都子
第2話で登場した信長の長女。本能寺の変の後、信長配下の武将たちがそれぞれの領土に戻って行ってしまった中でたった一人、安土城で信長の帰りを待っていた。玄米曰く、姿はガールフレンドのしんこそっくりらしい。料理上手だが、戦国時代の日本に存在していないはずのチキン料理が得意で、玄米らに焼き鳥をふるまった。玄米に一目惚れし、信長の「玄米の嫁になれ」という言葉に即答で「はい」と答えた。
史実では信長の長女は徳姫なのだが、アクダマ3姉妹による歴史への干渉が原因で信子姫に変わってしまった。
上杉謙水：江原正士
白雲斎：川久保潔
霧隠才蔵： 大塚明夫
その他：安倍敦、篠原恵美、久梨原れな、堀本等

## スタッフ
- 監督：笹川ひろし
- 製作：早川忠義
- 企画：鈴木敏充、鵜之沢伸、神田正明
- キャラクターデザイン：天野喜孝、なかじまちゅうじ
- メカニックデザイン：荒牧伸志、阿久津潤一
- 脚本：鎌田秀美
- 演出：森一浩
- 作画監督：なかじまちゅうじ
- 撮影監督：高橋明彦
- 美術監督：高橋和茂
- 音響監督：藤山房伸
- 原画：槌田幸一、重田敦司、なかじまちゅうじ、大森英敏、大山康彦、今隈眞一
- 動画チェック：泉明宏、白川宏、後藤孝宏
- カラーコーディネーター：土居まなみ
- 特殊効果：榊原豊彦
- 色指定・検査：西村省吾、小山尚美
- 音楽：水谷薫
- 効果：佐々木純一
- 編集：辺見俊夫、関一彦
- タイトルデザイン：村上豊
- 音楽プロデューサー：渡辺一弘
- プロデューサー：杉田敦、長瀬昌平
- 制作プロデューサー：内山秀二
- アニメーション制作：アートミック
- 制作協力：渡辺プロモーション
- 製作：バンダイ
- 発売元：バンダイビジュアル

## 主題歌・挿入歌
- OP「ヒッサツマンの歌」（作詞・作曲・歌：山本正之 編曲：田中公平）
- ED「武士マブシイ▽」（作詞・作曲・歌：山本正之 編曲：田中公平）
- 挿入歌
  - 「素顔のままで」（作詞：FUMIKO 作曲：MAKOTO 編曲：勝山俊一郎 歌：HOT SOX）
  - 「FUNKY ANGEL」（作詞：FUMIKO 作曲：MAKOTO 編曲：勝山俊一郎 歌：HOT SOX）
  - 「微笑から始めたい」（作詞・作曲・編曲：黒石ひとみ 歌：立花理佐）
  - 「本気～Stay with me～」（作詞・作曲・編曲：黒石ひとみ 歌：立花理佐）

## 登場メカ
タイムドンブリー
平賀玄米とナゴヤ兵衛が乗るタイムマシン。
金太ロボ
ナゴヤ兵衛が乗る猪に跨った金太郎型のロボット。内部の火事場の馬鹿力マシーンで平賀玄米をヒッサツマンに変身させる。腕の弓から矢の様に撃つ金太郎アメ型の解体用小型ICロボを無数に出し攻撃する。
玉虫ロボ
ナゴヤ兵衛が乗るタマムシ型のロボット。内部の火事場の馬鹿力マシーンで平賀玄米をヒッサツマンに変身させる。羽根から目晦ましの玉虫光線を出し、球体型の解体用小型ICロボを無数に出し攻撃する。
解体用小型ICロボを起動させる際、背中に格納されている複数の昆虫ロボが演奏するシーンはタツノコプロの作品「ヤッターマン」のビックリドッキリメカ発進シーンのオマージュとなっている。
カエルロボ
ナゴヤ兵衛が乗るカエル型のロボット。内部の火事場の馬鹿力マシーンで平賀玄米をヒッサツマンに変身させる。オタマジャクシ型の解体用小型ICロボを無数に出し攻撃する。
アクダマ3姉妹専用タイムマシーン
アクダマ3姉妹が乗るジャックランタン型のタイムマシン。また、巨大メカのコックピットにもなる。機体には2機のキャッチングマシーンが格納されており、御国鳥の身動きをとれなくする電磁檻発生装置が備わっている。
ヒッサツマンとの戦闘で敗北し、巨大メカから地面に放り出されて爆破した際に、タイムマシンと同じ形をした煙が立ち上るシーンは、タツノコプロの作品「ヤッターマン」のオマージュである。
カマキリメカ
第2話でアクダマ3姉妹と明智光秀が搭乗した、全体がピンク色のカマキリ型の巨大ロボット。コックピットは頭部に格納されている、アクダマ3姉妹専用タイムマシン。中足と後ろ足の足首部分にヘリコプターのローターが格納されている為、飛行が可能。前足のカマは高周波振動する鋸のような刃を持ち、安土城の天守閣や玉虫ロボの背中を破損させた。しかし、最後は玉虫ロボの解体用小型ICロボで半壊、解体中に設置された爆弾をヒッサツマンのファイヤー手裏剣で点火されて大爆発した。
キャッチングマシーン
第2話でビージョとブージョが搭乗した御国鳥捕獲用メカ。ジャンプするだけで20m近くまで飛ぶ事ができ、走る事もできる高機動メカでもあるが、御国鳥に逃げられた直後ビージョとブージョは姉妹喧嘩を起こしてしまった。

## 映像ソフト
- 戦国武将列伝 爆風童子ヒッサツマン Vol.1「序の巻」 1990年6月22日発売
- 戦国武将列伝 爆風童子ヒッサツマン Vol.2「破の巻」 1990年8月23日発売
- 戦国武将列伝 爆風童子ヒッサツマン Vol.3「急の巻」 1990年10月25日発売